# Jonatan Straus
Jonatan Straus (ur. 30 czerwca 1994 w Nowym Mieście Lubawskim) – polski piłkarz, występujący na pozycji obrońcy w Unii Skierniewice .

## Osiągnięcia

### Klubowe
Jagiellonia Białystok
- Wicemistrzostwo Polski (1): 2016/17

## Statystyki kariery klubowej
Stan na 29 października 2020
| Klub                  | Sezon              | Liga               | Liga  | Liga   | Puchar Polski | Puchar Polski | Suma  | Suma   |
| Klub                  | Sezon              | Liga               | Mecze | Bramki | Mecze         | Bramki        | Mecze | Bramki |
| --------------------- | ------------------ | ------------------ | ----- | ------ | ------------- | ------------- | ----- | ------ |
| Jagiellonia Białystok | 2012/13            | Ekstraklasa        | 4     | 0      | 0             | 0             | 4     | 0      |
| Jagiellonia Białystok | 2013/14            | Ekstraklasa        | 13    | 0      | 1             | 0             | 14    | 0      |
| Jagiellonia Białystok | 2014/15            | Ekstraklasa        | 16    | 0      | 0             | 0             | 16    | 0      |
| Jagiellonia Białystok | 2015/16            | Ekstraklasa        | 8     | 0      | 2             | 0             | 10    | 0      |
| Jagiellonia Białystok | 2016/17            | Ekstraklasa        | 5     | 0      | 1             | 0             | 6     | 0      |
| Sandecja Nowy Sącz    | 2017/18            | Ekstraklasa        | 4     | 0      | 3             | 0             | 7     | 0      |
| Wigry Suwałki         | 2018/19            | I liga             | 17    | 1      | 0             | 0             | 17    | 1      |
| Legionovia Legionowo  | 2019/20(j)         | II liga            | 19    | 1      | 0             | 0             | 19    | 1      |
| Stomil Olsztyn        | 2019/20(w)         | I liga             | 12    | 0      | 0             | 0             | 12    | 0      |
| Stomil Olsztyn        | 2020/21            | I liga             | 9     | 2      | 0             | 0             | 9     | 2      |
| Ogólnie w karierze    | Ogólnie w karierze | Ogólnie w karierze | 107   | 4      | 7             | 0             | 114   | 4      |